# Lambert Kelchtermans
Pour les articles homonymes, voir Kelchtermans.
Lambert Kelchtermans, né le 10 septembre 1929 à Peer et mort le 26 mai 2021 à Overpelt (Flandre, Belgique), est un homme politique belge. 
Il est notamment le président du Sénat belge du 16 mai 1988 au 10 octobre 1988.